# Хоцелевко
Хоцелевко (пол. Chocielewko, нім. Mackensen) — село в Польщі, у гміні Нова Весь-Лемборська Лемборського повіту Поморського воєводства.
Населення — 546 осіб (2011).
У 1975-1998 роках село належало до Слупського воєводства.

## Демографія
Демографічна структура станом на 31 березня 2011 року:
|          | Загалом | Допрацездатний вік | Працездатний вік | Постпрацездатний вік |
| -------- | ------- | ------------------ | ---------------- | -------------------- |
| Чоловіки | 276     | 72                 | 188              | 16                   |
| Жінки    | 270     | 67                 | 166              | 37                   |
| Разом    | 546     | 139                | 354              | 53                   |